# Apricaphanius
Apricaphanius is een geslacht van straalvinnige vissen uit de familie van de Aphaniidae. Het geslacht is voor het eerst wetenschappelijk beschreven in 2020 door Freyhof en Yoğurtçuoğlu.

## Soorten
- Apricaphanius baeticus (Doadrio, Carmona & Fernández-Delgado, 2002)
- Apricaphanius iberus’’ (Valenciennes, 1846)
- Apricaphanius saourensis (Blanco, Hrbek & Doadrio, 2006)